# Tündérpitta
A tündérpitta (Pitta nympha) a madarak osztályának verébalakúak (Passeriformes)  rendjébe és a pittafélék (Pittidae) családjába tartozó faj.

## Rendszerezése
A fajt Coenraad Jacob Temminck és Hermann Schlegel írták le 1850-ben.

## Előfordulása
Kelet- és Délkelet-Ázsiában, Brunei, Dél-Korea, Észak-Korea, Hongkong, Japán, Kína, Indonézia, Malajzia, Tajvan, Thaiföld és Vietnám területén honos. 
Természetes élőhelyei a szubtrópusi vagy trópusi száraz erdők, síkvidéki esőerdők és cserjések, valamint ültetvények. Vonuló faj.

## Megjelenése
Testhossza 19 centiméter, testtömege 67-155 gramm. A nemek hasonlóak. Feje teteje barna, fekete szemsávja van, háta sötétzöld, melle és hasa piszkos sárga, egy vörös folttal.
|  |

## Életmódja
Bogarakkal, hangyákkal, százlábúakkal és csigákkal táplálkozik.

## Természetvédelmi helyzete
Az elterjedési területe rendkívül nagy, egyedszáma 1500-7000 példány közötti és gyorsan csökken. A Természetvédelmi Világszövetség Vörös listáján sebezhető fajként szerepel.